# Sara Casasnovas
Sara Casasnovas Pumar (Ourense, 1984) é uma atriz espanhola, famosa por interpretar Alicia, protagonista da telenovela Amar en tiempos revueltos e ter interpretado Carol na série da TVG A miña sogra e mais eu.